# Alice in Wonderland (filme de 1915)
Alice in Wonderland (bra: Alice no País das Maravilhas) é um filme mudo norte-americano, que estreou em 19 de janeiro de 1915. É uma adaptação do livro Alice no País das Maravilhas de Lewis Carroll.
Foi escrito e dirigido por W.W. Young. A personagem de Alice foi interpretado por Viola Savoy, e Herbert Rice deu vida ao personagem Coelho Branco.